# Psychotria reticulata
Psychotria reticulata är en måreväxtart som beskrevs av Hipólito Ruiz López och Pav.. Psychotria reticulata ingår i släktet Psychotria och familjen måreväxter. Inga underarter finns listade i Catalogue of Life.